# Isaías Ojeda
Isaías Ojeda (Valencia, estado Carabobo, 1899 / Caracas, 1987). fue un sacerdote y educador. Fue el primer Inspector venezolano de la congregación salesiana en Venezuela y el primer director, luego de la adquisición por la congregación, del Liceo San José, en Los Teques. Durante su carrera impulsó la construcción de varios colegios, templos y obras educativas en el país.

### Primeros años
Isaías Ojeda nació en Valencia, el 28 de febrero de 1899.
Ingresa en la Congregación Salesiana, a la edad de los 19 años, y se trasladó a Mosquera, al Noroeste de Bogotá, para hacer el noviciado. En  julio de 1920, a los 20 años, realiza su profesión religiosa.

### Director del Liceo San José
En 1935, se trasladó a Los Teques para dirigir el Liceo San José, donde ejercería la labor educadora por 20 años consecutivos. Ojeda y el padre Jorge Lösch (Puiula) se encargaron de impulsar la labor educativa en la institución.
Ojeda impartía clases de Historia, Geografía, Filosofía. tenía una extraordinaria capacidad didáctica: era muy claro, conciso y penetrante en sus exposiciones, que condensaba luego en cuadros sinópticos, lo cual permitía tener una visión completa de la materia expuesta; por otra parte, siempre estaba dispuesto a suplir la ausencia de cualquier profesor para que los estudiantes no se quedaran sin clases.

### Al frente de la Congregación Salesiana
En 1962 asumió la Inspectoría Congregación Salesiana en Venezuela, responsabilidad en la que permanecerá hasta 1966.
Fue el cardenal Rosalio Castillo Lara fue quien realizó la biografía del padre Isaías Ojeda. En ella afirma que tenía un alto sentido de su compromiso de formador. Promovía permanentemente la reflexíon acerca de la necesidad de una formación moral sólida, dirigida a jóvenes de 14 a 17 años; a la par una sólida cultura científica, a base de una instrucción seria, con buenos profesores, disciplina y orden. Estaba convencido de que no se podía improvisar en la formación de los educadores venezolanos.niños y jóvenes, de allí su empeño por mantenerse al día en cuanto a las nuevas propuestas pedagógicas y su exigencia con respecto a la formación de los profesores que eran parte de su equipo de trabajo.

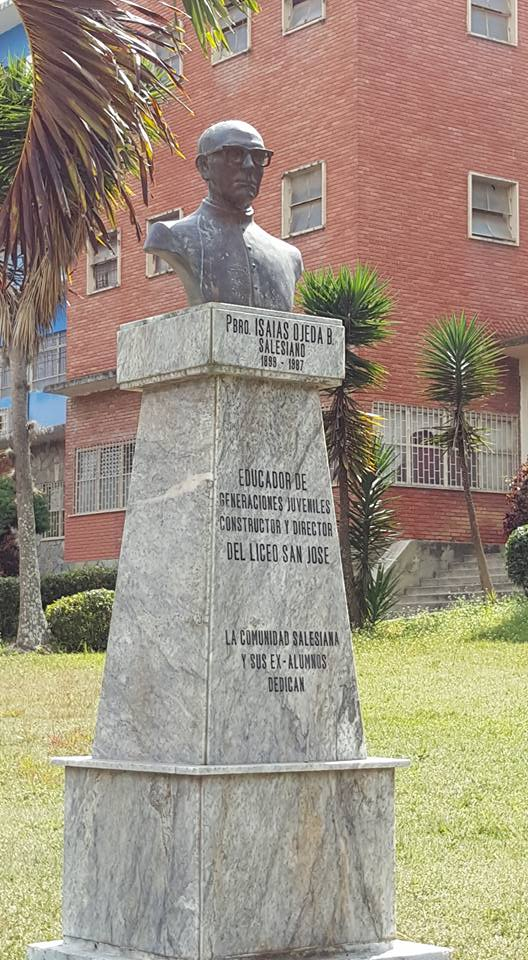
Busto del padre Isaías Ojeda en el Liceo San José

### Homenaje
- Actualmente existe en Los Teques el Instituto Universitario Superior Padre Ojeda, un núcleo de la Universidad Católica Andrés Bello que inició su oferta académica con la licenciatura en Educación, mención Filosofía.[3]
- En Valencia fue fundado el Colegio Universitario “Padre Isaías Ojeda” de Hogares CREA, por iniciativa del presbítero José María Rivolta Chávez.